# Zauchgraben
Der Zauchgraben ist ein Bach, der durch die Fluren östlicher Stadtteile Leipzigs fließt. Er ist ein linksseitiger Nebenfluss der Parthe. Wasserrechtlich ist er ein Gewässer II. Ordnung.

## Verlauf
Der Lauf des Zauchgrabens beginnt neben dem von Holzhausen nach Osten verlaufenden Breiteweg. Nach einem Knick nach Südosten nimmt er den von rechts kommenden Holzhausener Mittelgraben auf, um sich dann nach Nordosten zu wenden. Hier stellt er die Grenze zwischen den Fluren von Holzhausen und Kleinpösna dar, weiter nördlich, nach Aufnahme des ohne Hochwasser trockenliegenden Kleinpösnaer Umflutgrabens, jene zwischen Baalsdorf und Kleinpösna. Nach Aufnahme des von links kommenden Pappelgrabens heißt die Grenze nun Baalsdorf / Hirschfeld. Dann unterquert der Graben die Autobahn 14 und bleibt bis zur Straße Hirschfeld–Althen auf Hirschfelder Flur. Von hier bis zu seiner Mündung in die Parthe ist er die Grenze zwischen Althen und Zweenfurth, die zugleich Grenze der Stadt Leipzig ist.

## Name
Der Name rührt von einem ehemaligen Waldstück westlich von Kleinpösna her, der Zauche, das von dem Bach durchflossen wurde. Nach dem Deutschen Wörterbuch der Gebrüder Grimm dürfte dieses Wort vom slawischen such = trocken abgeleitet sein.

## Hochwasserschutz
Bei Hochwasser ist Kleinpösna durch die Flut des Pösgrabens stark gefährdet. Deshalb wurde südlich des Ortes ein Flutwehr errichtet, das im Hochwasserfall bei geschlossenem Schütz Wassermengen über den sonst trockenliegenden Kleinpösnaer Umflutgraben in den Zauchgraben ableitet, der sie der Parthe zuführt.